# 254 a.C.

## Eventos
- Cneu Cornélio Cipião Asina e Aulo Atílio Calatino, cônsules romanos, ambos pela segunda vez.[1]
- Décimo-primeiro ano da Primeira guerra púnica - Roma constrói nova frota de 140 navios de guerra. Captura de Panormo (Palermo).
- Leônidas II foi eleito rei de Esparta, m. 235 a.C..

## Mortes
- Areu II, rei de Esparta desde 262 a.C..